# Silvia Rupil
Silvia Rupil (* 15. Mai 1985 in Gemona del Friuli) ist eine ehemalige italienische Skilangläuferin.

## Werdegang
Ihren ersten Auftritt bei einem internationalen Großereignis hatte Rupil bei den Junioren-Weltmeisterschaften 2002 in Schonach im Schwarzwald, als sie Neunte über fünf Kilometer in der freien Technik wurde. Ein Jahr später konnte sie dieses Ergebnis bei den Junioren-Weltmeisterschaften 2003 im schwedischen Sollefteå nicht wiederholen. Über die fünf Kilometer, die diesmal im klassischen Stil ausgetragen wurden, wurde sie 33. und den Sprint beendete sie auf dem 35. Platz. Sie lief ihr erstes Weltcuprennen im Dezember 2006 in Cogne, welches sie auf dem 69. Platz über 10 km klassisch beendete. Bis 2010 trat sie vorwiegend beim Alpencup an. Dabei holte sie drei Siege und gewann in der Saison 2008/09 die Gesamtwertung. Im Dezember 2009 holte sie in Davos mit dem 17. Platz über 10 km Freistil ihre ersten Weltcuppunkte. Ihre beste Einzelplatzierung im Weltcup war der sechste Platz im Februar 2010 in Canmore über 10 km Freistil. Bei den Olympischen Winterspielen 2010 in Vancouver erreichte sie den 14. Platz über 10 km Freistil, den 16. Platz im Verfolgungsrennen über 15 Kilometer und den vierten Platz mit der Staffel. Bei den nordischen Skiweltmeisterschaften 2011 in Oslo belegte sie erneut den vierten Platz mit der Staffel. In der Saison 2010/11 gewann sie in Rybinsk ein Rennen mit der Staffel, während sie im Massenstartrennen über 30 Kilometer das Ziel nicht erreichte. Die Saison beendete sie auf dem 48. Platz in der Gesamtwertung und dem 29. Platz in der Distanzwertung. Bei den italienischen Skilanglaufmeisterschaften 2011 gewann sie das Verfolgungsrennen. Dies sind ihre besten Weltcupresultate. 2013 beendete sie ihre Skilanglaufkarriere.

## Erfolge

### Weltcupsiege im Team
| Nr. | Datum           | Ort     | Disziplin          |
| --- | --------------- | ------- | ------------------ |
| 1.  | 6. Februar 2011 | Rybinsk | 4 × 5 km Staffel 1 |

### Siege bei Continental-Cup-Rennen
| Nr. | Datum            | Ort           | Disziplin           | Serie    |
| --- | ---------------- | ------------- | ------------------- | -------- |
| 1.  | 8. Dezember 2007 | Formazza      | 5 km klassisch      | Alpencup |
| 2.  | 10. Januar 2009  | Reit im Winkl | 10 km Skiathlon     | Alpencup |
| 3.  | 28. Februar 2009 | Campra        | 5 km klassisch Mst. | Alpencup |

## Platzierungen im Weltcup

### Weltcup-Statistik
Die Tabelle zeigt die erreichten Platzierungen im Einzelnen.
- 1.–3. Platz: Anzahl der Podiumsplatzierungen
- Top 10: Anzahl der Platzierungen unter den ersten zehn
- Punkteränge: Anzahl der Platzierungen innerhalb der Punkteränge
- Starts: Anzahl gelaufener Rennen in der jeweiligen Disziplin
- Hinweis: Bei den Distanzrennen erfolgt die Einordnung gemäß FIS.

| Platzierung         | Distanzrennen a | Distanzrennen a | Distanzrennen a | Distanzrennen a | Distanzrennen a | Skiathlon Verfolgung | Sprint | Etappen- rennen b | Gesamt | Team c | Team c  |
| Platzierung         | ≤ 5 km          | ≤ 10 km         | ≤ 15 km         | ≤ 30 km         | > 30 km         | Skiathlon Verfolgung | Sprint | Etappen- rennen b | Gesamt | Sprint | Staffel |
| ------------------- | --------------- | --------------- | --------------- | --------------- | --------------- | -------------------- | ------ | ----------------- | ------ | ------ | ------- |
| 1. Platz            |                 |                 |                 |                 |                 |                      |        |                   |        |        | 1       |
| 2. Platz            |                 |                 |                 |                 |                 |                      |        |                   |        |        | 1       |
| 3. Platz            |                 |                 |                 |                 |                 |                      |        |                   |        |        | 1       |
| Top 10              |                 | 1               | 1               |                 |                 | 1                    |        |                   | 3      |        | 4       |
| Punkteränge         |                 | 6               | 2               | 1               |                 | 5                    |        |                   | 14     |        | 6       |
| Starts              | 7               | 14              | 3               | 1               |                 | 15                   | 9      | 3                 | 52     |        | 6       |
| Stand: Karriereende |                 |                 |                 |                 |                 |                      |        |                   |        |        |         |

### Weltcup-Gesamtplatzierungen
| Saison  | Gesamt | Gesamt | Distanz | Distanz |
| Saison  | Punkte | Platz  | Punkte  | Platz   |
| ------- | ------ | ------ | ------- | ------- |
| 2009/10 | 73     | 69.    | 73      | 41.     |
| 2010/11 | 103    | 48.    | 103     | 29.     |
| 2011/12 | 32     | 73.    | 32      | 55.     |